# Cuscomys
A Cuscomys az emlősök (Mammalia) osztályának a rágcsálók (Rodentia) rendjébe, ezen belül a csincsillapatkány-félék (Abrocomidae) családjába tartozó nem.

## Rendszerezés
A nembe az alábbi 2 faj tartozik:
- Cuscomys ashaninka Emmons, 1999
- Cuscomys oblativa Eaton, 1916 - típusfaj; lehet, hogy kihalt